# Southdale (circonscription électorale)
Pour les articles homonymes, voir Southdale.
Circonscription électorale provinciale du Canada
Southdale est une circonscription électorale provinciale du Manitoba (Canada).
Les circonscriptions limitrophes sont Springfield-Ritchot à l'est, Lagimodière au sud, Saint-Vital à l'ouest, Saint-Boniface au nord-ouest et Transcona au nord-est.

## Liste des députés
| Southdale                                      | Southdale                                      | Southdale                                      | Southdale                                      | Southdale                                      | Southdale                                      |
| Nom                                            | Nom                                            | Parti                                          | Mandat                                         | Législature                                    |                                                |
| Circonscription issue de Niakwa et Saint-Vital | Circonscription issue de Niakwa et Saint-Vital | Circonscription issue de Niakwa et Saint-Vital | Circonscription issue de Niakwa et Saint-Vital | Circonscription issue de Niakwa et Saint-Vital | Circonscription issue de Niakwa et Saint-Vital |
| ---------------------------------------------- | ---------------------------------------------- | ---------------------------------------------- | ---------------------------------------------- | ---------------------------------------------- | ---------------------------------------------- |
|                                                | Jack Reimer                                    | Progressiste-conservateur                      | 1999 - 2003                                    | 37e                                            |                                                |
|                                                | Jack Reimer                                    | Progressiste-conservateur                      | 2003 - 2007                                    | 38e                                            |                                                |
|                                                | Erin Selby                                     | Néo-démocrate                                  | 2007 - 2011                                    | 39e                                            |                                                |
|                                                | Erin Selby                                     | Néo-démocrate                                  | 2011 - 2016                                    | 40e                                            |                                                |
|                                                | Andrew Smith                                   | Progressiste-conservateur                      | 2016 - 2019                                    | 41e                                            |                                                |
|                                                | Audrey Gordon                                  | Progressiste-conservateur                      | 2019 - 2023                                    | 42e                                            |                                                |
|                                                | Renée Cable (en)                               | Néo-démocrate                                  | 2023 - présent                                 | 43e                                            |                                                |